# Heinrich Strack
Pour les articles homonymes, voir Strack.
Johann Heinrich Strack, né le 6 juillet 1805 à Bückeburg (comté de Schaumbourg-Lippe) et mort le 13 juin 1880 (13 juillet d'après Wikidata) à Berlin (Empire allemand), est un architecte allemand de la Schinkelschule (de). 
Parmi ses œuvres notables figure la Colonne de la Victoire de Berlin.

## Biographie
Heinrich est fils du peintre de portraits et de paysages Anton Wilhelm Strack (de) (1758-1829) et frère du peintre Johann Heinrich Tischbein l'aîné. 
Il étudie à l'Académie d'architecture (Bauakademie) de Berlin de 1824 à 1838. Il y réussit divers examens (1825 Feldmesserprüfung, 1827 Kondukteurprüfung, 1837/38 Baumeisterprüfung). Pendant ses études, il suit entre autres un apprentissage de deux ans dans l'atelier de Karl Friedrich Schinkel, effectue un voyage à Saint-Pétersbourg avec Friedrich August Stüler. Il en est un ami proche et a voyage encore avec lui en Angleterre et en France et termine la construction de certains de ses bâtiments, tels que l'Alte Nationalgalerie de 1866 à 1876 après la mort de son ami. 
En 1841, il est nommé professeur à l'Académie des Arts de Prusse, où il enseigne à partir de 1839. À partir de 1842, il sert dans le Hofbauamt et en 1850, il rejoint la Baudeputation et le Hofbaurat. En 1854, il est nommé professeur à l'Académie d'architecture de Berlin et en 1862, il effectue des fouilles à Athènes avec Ernst Curtius et Karl Bötticher. 

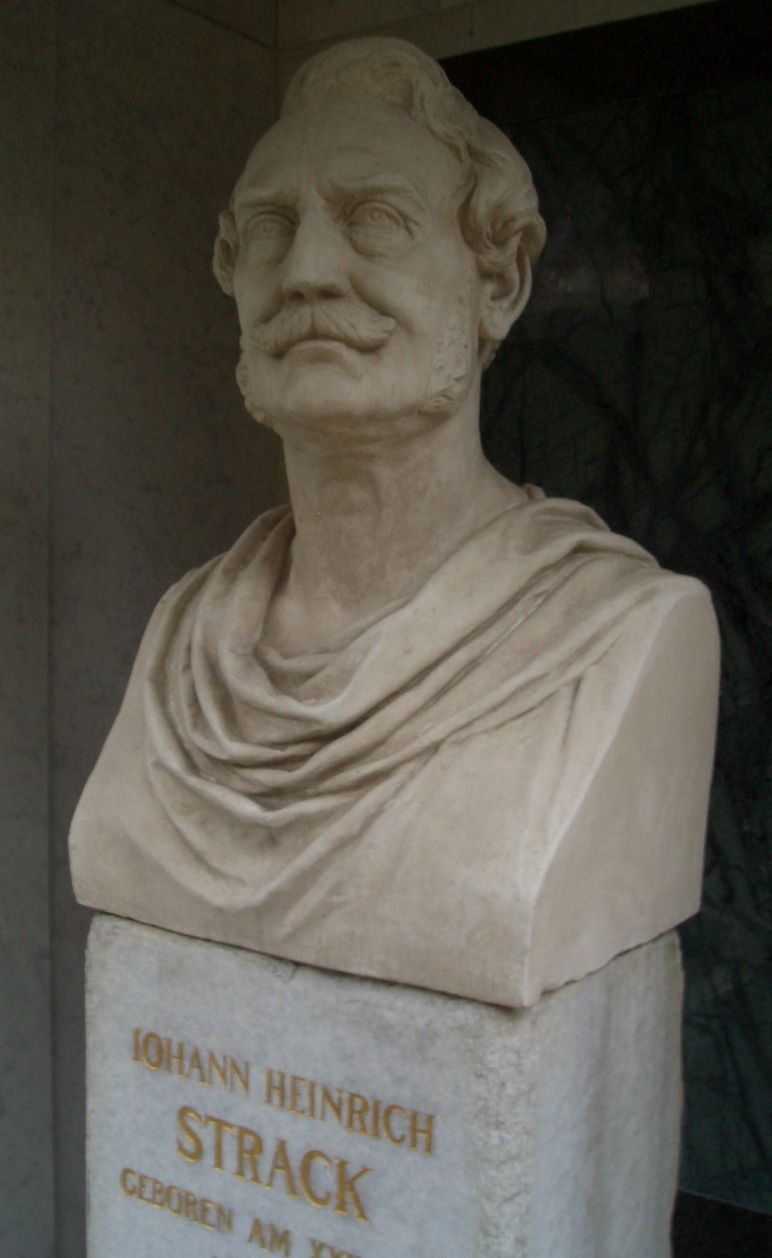
Buste de Strack par Calandrelli sur sa tombe au cimetière de Dorotheenstadt à Berlin.

En 1876, Guillaume Ier fait de Strack « l'architecte de Kaiser », ce qui marque également sa transition vers la retraite.

## Réalisations (sélection)
- 1845-1849 : Palais Babelsberg, achèvement après la mort de Ludwig Persius
- 1847-1853 : Église Saint-Pierre à Berlin, endommagée par la guerre, démolie en 1964
- 1854 : Rénovation de l'ancien palais, Unter den Linden, Berlin
- 1853–1856 : Église Saint-André (de), anciennement Stralauer Platz (de), Friedrichshain
- 1856–1858 : Expansion du palais du Kronprinz, Unter den Linden, Berlin
- 1867-1868 : portails de la porte de Brandebourg (avec Hermann Blankenstein)
- 1869-1873 : Colonne de la victoire de Berlin, maintenant Großer Stern dans le Tiergarten à Berlin
- 1866-1875 : Construction de l'Alte Nationalgalerie, Berlin
- 1853–1856 : Tour Flatow dans le parc de Babelsberg
- 1870/1871 : Refonte du Gerichtslaube de Berlin dans le parc du palais de Babelsberg
- 1874-1876 : Pont Belle-Alliance (de), conservé